# Kotchan
Kotchan (en bulgare Кочан, translittération internationale Kočan) est un village de Bulgarie situé dans l'obchtina de Satovtcha et dans l'oblast de Blagoevgrad. En 2008, il comptait 3 082 habitants.

## Geographie

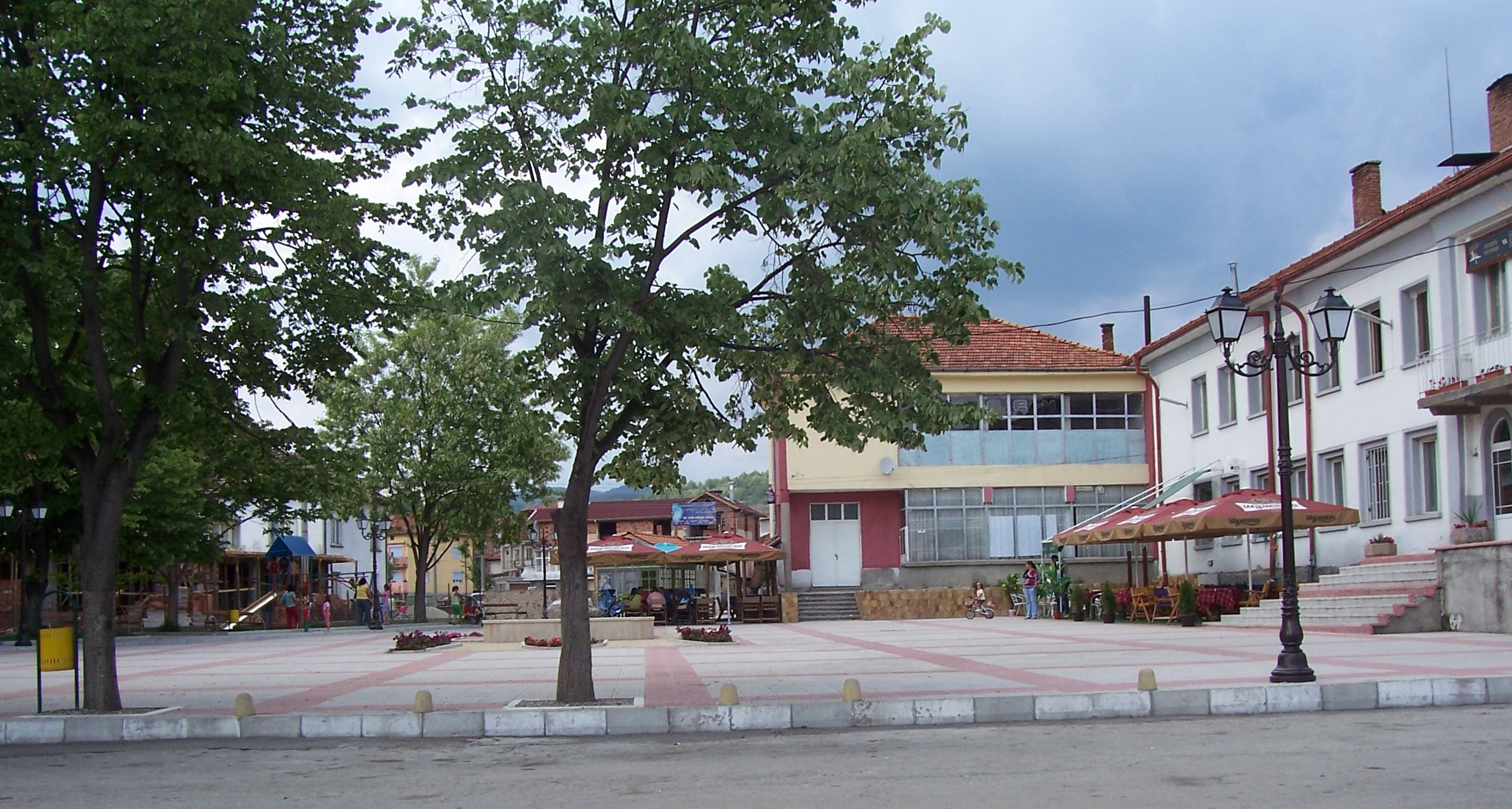
Le centre du village de Kotchan.

Le village de Kotchan est situé dans une région montagneuses du sud-ouest de la Bulgarie à près de 10 km de la frontière avec la Grèce dans la région de Chech. Le village est entouré de pics élevés, le plus haut étant le  Marashova Chuka qui culmine à 1 414 mètres. Une petite rivière traverse le village. Sa source se situe dans un karst à quelques kilomètres au nord du village.
Il y a des forêts de conifères, des forêts de feuillus et des forêts mixtes dans les alentours de Kotchan. Les forêts de bouleaux dominent en basse altitude. La plus grande forêt de bouleaux des Balkans est située dans la région de Kotchan. Les pins sylvestres et les sapins sont caractéristiques de la partie la plus septentrionale du territoire de Kotchan.

Une grande partie de la forêt de bouleau a été coupée dans la seconde moitié du XXe siècle et des pins ont été plantés à la place. Il y avait une forêt de bouleaux centenaire qui allait jusqu'au point nord-est extrême du village mais elle disparut à la suite d'un feu de forêt. De nos jours, les restes de cette forêt couvrent l'extrême nord est des environs de Kotchan.

## Histoire

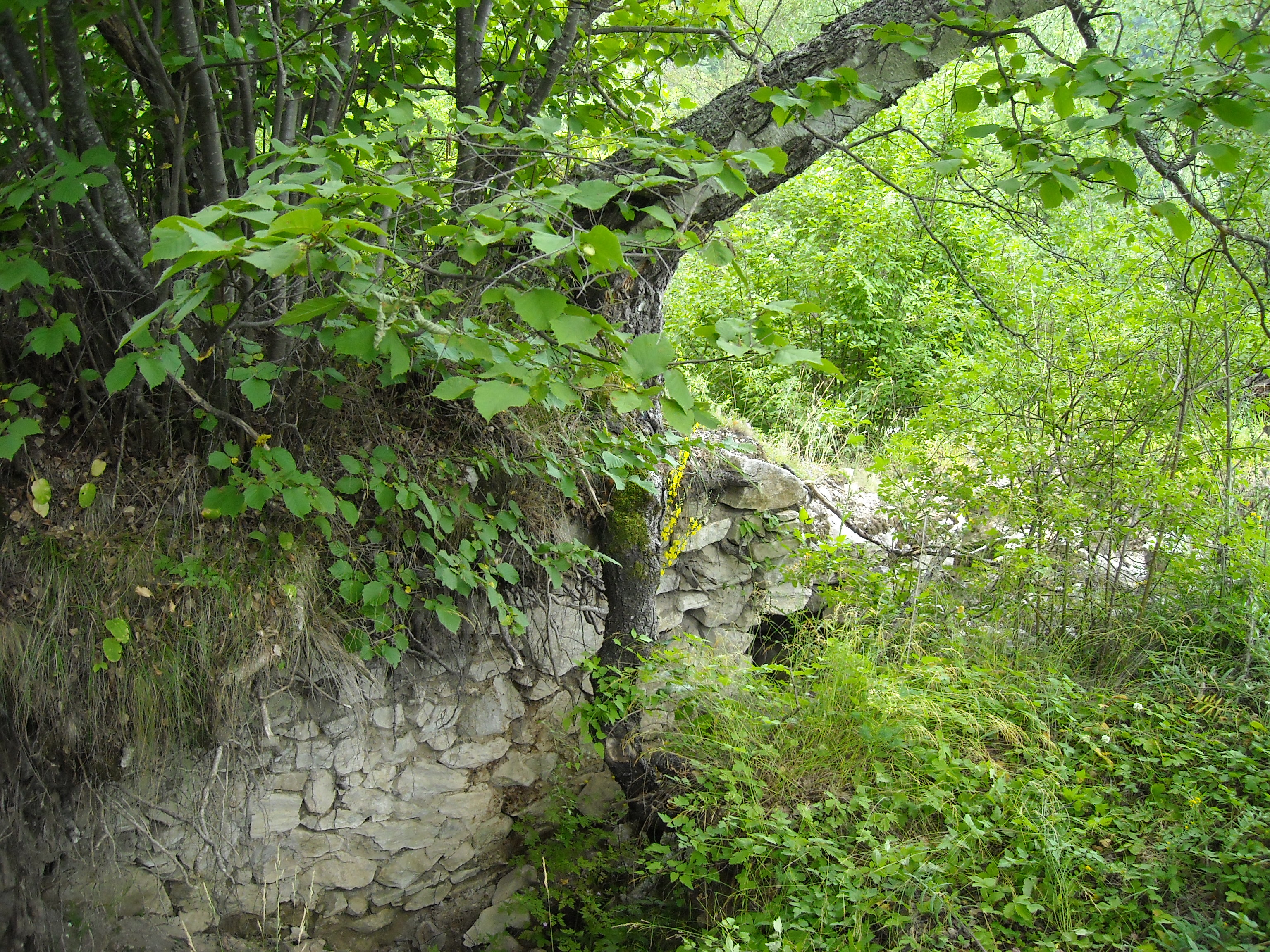
Ruine d'une construction médiévale dans les environs de Kotchan.

Le village de Kotchan a une riche histoire. Les restes des villages autour de Kotchan sont datés de 3000 av. J.-C.. Ils étaient habités par des Thraces de la tribu des Diobesi ou des Chaleti et peut-être par des Sapaéans.
Le village moderne a été fondé entre le VIIe et le VIIIe apr. J.-C. quand les villages thraces locaux de la vallée de la rivière Kochanska s'unifièrent.

Deux tombes romaines à la limite du village prouvent la présence romaine dans le village et juste à trois kilomètres au nord du village, les restes d'une implantation romaine ont pu être identifiés. Mais les recherches archéologiques dans la région  montrent que les populations locales n'ont pas été romanisées et leur culture et leur langue thrace survécurent facilement à l'aune des VIe et VIIe.
Des implantations thraces dans le voisinage de Kotchan existent aux lieux appelés  Kravek, Dalboki dol, Kvachevo, Lukovitsa, Chindzhovo, Iztok, Baleva niva, Shiroka polyana, Livadeto, Visoka maglitsa, Zaimova chuka, Padiboga, Selishte, Kirmikya, Kalyovishte, Redovna niva et Rata. L'implantation Zaimova chuka existait entre le troisième millénaire av. J.-C. et le Xe-XIe apr. J.-C.. En 2001, une épée de fer a été trouvée dans une tombe près de Kotchan. L'arme est de type romphaia. Elle peut être datée entre la seconde moitié du IVe et la seconde moitié du IIIe av. J.-C. La longueur totale de l'épée est 128 cm - la poignée fait 52 cm de long tandis que la lame fait 76 cm de long.
Kotchan est entré dans le  premier État bulgare durant le règne de Pressiyan Ier (836–852). Plus tard, il est sous la domination byzantine. Finalement durant les XIIe et XIIIe, Kotchan intègre les frontières du royaume du despote Alexis Slav.  Durant le XIVe, Kotchan est sous la domination de l'Empire ottoman.

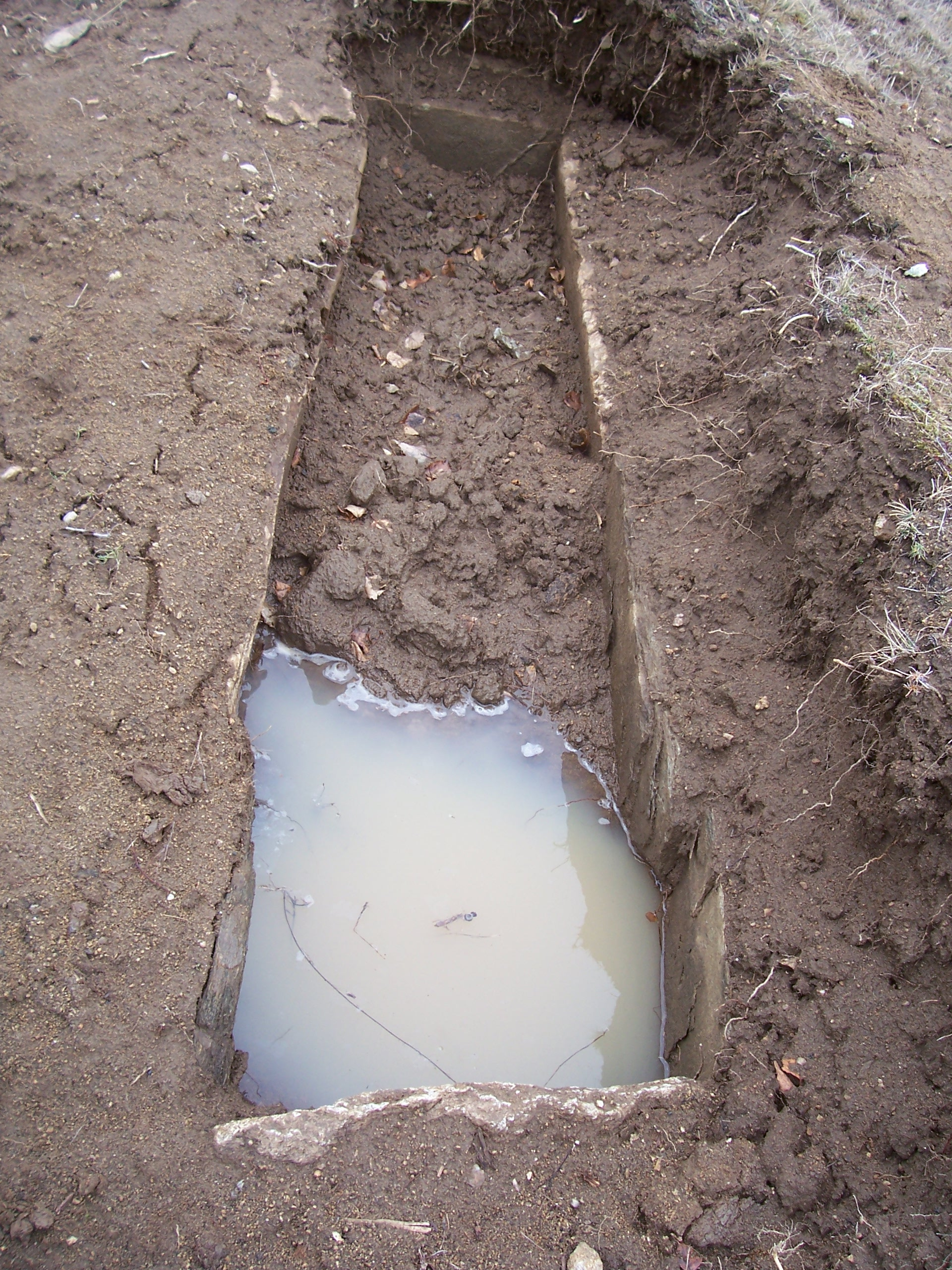
Ancienne tombe mise au jour par des chasseurs de trésor près de Kotchan.

À partir de 1873, la population masculine de Kotchan était 280 pomaks et il y avait 100 maisons. Dans ses statistiques, Vasil Kanchov signale qu'en 1900, Kotchan (Кочен) est un village pomak avec 773 habitants bulgares musulmans.
En 1912, durant la Première Guerre balkanique, Kotchan fait partie de la  Bulgarie et peu de temps après, sa population a été obligée de se convertir de l'islam au christianisme. Mais bientôt, la Bulgarie entre dans la Deuxième Guerre balkanique et la population locale forme des corps de rébellion avec les villages de Vaklinovo, Lyubcha, Valkosel et Dospat. Des détachements de 30, 50 ou 60 insurgés furent formés pour s'opposer aux haïdouks bulgares et finalement aux militaires bulgares. À la veille du 27 septembre 1913, ils attaquent un poste frontière bulgare adjacent au village de Chavdar. Finalement le prêtre nommé dans le village a été expulsé et l'islam restauré.
En raison de la crainte de la vengeance ou d'un second baptême en 1914, 15 familles émigrèrent vers le village de Kocapınar dans la province de Balıkesir en Turquie. Après le Traité de Lausanne en 1923, tous les musulmans du  nome de Dráma furent expulsés de la Grèce. Quelques pomaks trouvèrent temporairement refuge à Kotchan où ils se préparèrent à émigrer vers la Turquie. Après deux ans, en 1925, ils quittent Kotchan emmenant avec eux quelques habitants du village et s'implantèrent dans les villages de la province d'Edirne, mais certains réfugiés se fixèrent à Kotchan.
À cause de l'isolement des Pomaks et de leur pauvreté, l'émigration continua les années suivantes. Dans un message du Ministre de la Guerre au Ministre des affaires étrangères est signalé que le 11 mai 1934, 16 habitants de Kotchan et de Zhizhevo ont franchi illégalement la frontière avec la Grèce et ont émigré après qu'un marchand grec leur a dit que la Grèce et la Turquie fournissent terre et assistance financière aux réfugiés pomaks.
En 1964, le régime communiste a fait une tentative pour changer les noms musulmans des Pomaks à Kotchan en des noms slaves, mais la tentative échoua et seulement ceux qui étaient loyaux au régime ont vu leur nom changé.  Le 23 avril 1972, dans la ville de Sarnitsa, un policier bulgare nommé là a été tué par cinq pomaks à la suite d'un retrait de permis de conduire. Un des malfaiteurs se rendit de suite tandis que les quatre autres essayèrent de s'échapper en Grèce, mais ils furent arrêtés à Kotchan où ils avaient trouvé temporairement abri. Ce fut l'occasion pour le régime de faire en force une seconde tentative de changement de nom : ils profitèrent ainsi du fait que les habitants du village étaient sous le choc à la suite de cet incident et les autorités les accusèrent de complicité dans le meurtre.  De cette façon, le changement de nom se fit sans grand bruit.

## Religion

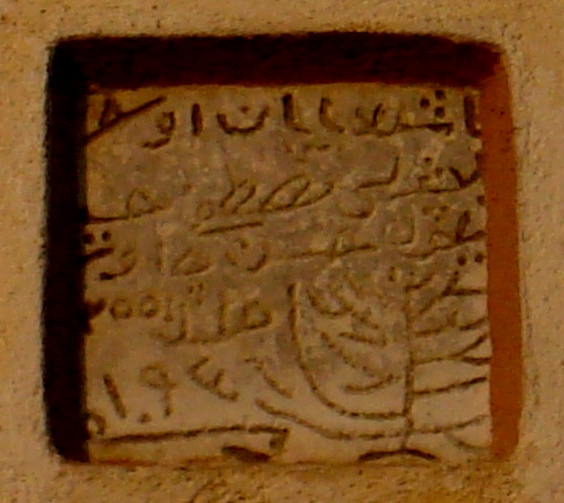
Inscription médiévale sur la mosquée de Kotchan.

La population de Kotchan est presque exclusivement musulmane. Il y a une petite minorité rom dont la plupart sont convertis au christianisme au début du XXIe. En des temps reculés, la population confessait la religion polythéiste thrace. Au Moyen Âge ils se seraient convertis à l'orthodoxie, pourtant certaines recherches tentent à prouver que la population aurait confessé le paulicianisme ou le  bogomilisme. Au XVe, après que  l'Empire ottoman établit ses lois dans la région, un processus stable de conversion à l'islam commença. Un registre ottoman de 1482 relatif aux sélectionneurs de faucons et les entraîneurs comptabilise à Kotchan 21 sélectionneurs de faucon musulmans. Des documents plus tardifs de 1444, 1464, 1478, 1519, 1530 et 1569 montrent un accroissement continu de la population musulmane de Kotchan et des villages voisins. La première mosquée a été construite en 1545.
EN 1912, l'armée bulgare offrent Kotchan à l'État bulgare. À la différence des habitants de nombreux villages voisins, les habitants de Kotchan choisirent de se convertir au christianisme quand un ultimatum leur fut posé par l'armée bulgare et ils évitèrent le génocide qui eut lieu dans de nombreux village des Rhodopes. Le maire et l'imam du village rassemblèrent les villageois et leur expliquèrent que conformément au Coran, il peut être permis de se convertir à une autre religion quand il y a menace de mort, à condition de rester un bon musulman dans le cœur. Quand l'armée arriva, elle détruisit la mosquée et construisit une église. Plus tard, l'église fut désaffectée ; la mosquée et l'islam furent rétablis fin de 1913 au début de la Seconde Guerre balkanique et l'établissement du Gouvernement provisoire de Thrace occidentale.
Durant le régime socialiste en Bulgarie, à Kotchan, comme partout ailleurs dans l'État, la confession d'une religion était encadrée et l'accès à la mosquée interdit. En 1989, le minaret de la mosquée était dans un état si délabré qu'il endommagea tout l'édifice. Tout de suite après le printemps de la démocratie fin 1989, un effort fut fait pour réparer la mosquée. Les travaux de la mosquée telle qu'elle se présente aujourd'hui, furent achevés en 1991.

## Institutions publiques
- bureau du gouvernement local
- hôpital
- écoles primaires et secondaires
- deux crêches
- bureau de poste
- mosquée
- tchitalichté.

## Culture et nature

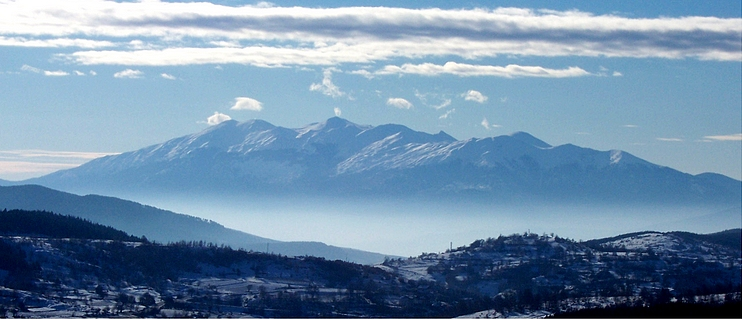
Une jolie vue sur le nord de Kotchan (mont Chinjovo) vers la Grèce.

Les différentes formes de relief des montagnes s'harmonisent avec les divers types de forêts, les champs et les prés participant à de beaux paysages et points de vue. Les atours du village sont très pittoresques. On jouit d'une vue sur la Grèce depuis les sommets et particulièrement sur le mont Falakro. Les montagnes Slavyanka, Pirin et Rhodopes sont d'autres merveilles. Des restes de plusieurs inhabitations thraces se trouvent autour des villages, particulièrement en Ushite, Kravek, Livadeto and Redovna niva. Il y a aussi deux habitations plus importantes - l'une à Iztok et l'autre à Visoka Magiltsa. La chose la plus fascinante est les restes d'un monastère près d'Izora. D'autres importantes implantations anciennes furent découverts sur le territoire de villages voisins et spécialement ceux de Visoka magiltsa et de Orfeevoto.
Il y a moins de 10 km de Kotchan à Konski dol, une réserve naturelle, 19 km jusqu'à la réserve naturelle de Tymnata gora et 25 km jusqu'au barrage de Dospat.

## Manifestations
- Le marché hebdomadaire a lieu tous les mardis au centre du village.
- En 2004, fut réintroduit la tradition de tenir une foire. Elle a lieu chaque année sur les présVaklinovski livadi.
- En 1995 fut réintroduit la tradition d'un festival scolaire.  Des élèves de tous les âges présentent des scènes de théâtre, des chansons, des danses traditionnelles ou modernes.

## Personnalités nées à Kotchan
- Alben Kumbarov - lutteur. Champion d'Europe (Ankara '89), médaille de bronze au championnat du monde (Budapest '85) et vainqueur du Dan Kolov Belt (1987);
- Atanas Zehirov - joueur de football au CSKA Sofia, dans l'équipe nationale des moins de 21 ans et de moins de 19 ans;
- Hyusein Imamov-Manov - membre de la 26e assemblée Ordinaire et de la 6e assemblée nationale de Bulgarie;
- Malin Orachev - joueur de football au Pirin Blagoevgrad, Naftex Burgas, Lokomotiv Sofia et dans l'équipe nationale de football de Bulgarie;
- Shakir Poyukov - membre de la 7e assemblée nationale de Bulgarie.